# Special Criminal Investigation
Special Criminal Investigation, también conocido como SCI para abreviar o como Chase HQ II: Special Criminal Investigation en algunas versiones domésticas, es un juego de carreras de combate vehicular de 1989 publicado por Taito para arcade. Es la secuela del Chase H.Q. original de 1988.

## Jugabilidad
En lugar del Porsche 928 negro del primer juego, el jugador comanda un ejemplo rojo del recién presentado (en ese momento) Nissan 300ZX Z32 T-Top Turbo. A diferencia del primer juego, el jugador puede disparar a los vehículos infractores, con algunos gabinetes que contienen botones en el volante y otros tienen un botón de disparo en la palanca de cambios, junto con un botón para activar el oxido nitroso.
El juego trae de vuelta a los protagonistas Tony Gibson y Raymond Broady del primer juego, siendo esta su segunda aparición. Broady se ha hecho cargo del asiento del conductor esta vez, mientras que Gibson, como copiloto, actúa como pistolero. Además, en lugar de Nancy, Karen es la oficial que entrega informes sobre a que delincuente perseguir y qué automóvil conduce.

## Ports y versiones relacionadas
Las conversiones para Amiga, Atari ST, PC, Commodore 64 y ZX Spectrum fueron lanzadas en 1991 por Ocean Software, desarrollado por ICE Software de Glasgow. Taito lanzó una conversión para PC Engine (TurboGrafx-16) en enero de 1991 exclusivamente en Japón. Natsume realizó un port para Sega Master System. Se planeó una versión  para Amstrad plus/GX4000 pero nunca se lanzó, y solo se sabe que existe una pequeña cantidad de cartuchos.
En 1996, Taito lanzó una emulación del arcade original para Sega Saturn en Japón, junto con Chase HQ en un solo disco.

## Recepción
| Recepción contemporánea | Recepción contemporánea | Recepción contemporánea | Recepción contemporánea | Recepción contemporánea | Recepción contemporánea | Recepción contemporánea |
| Puntaje de reseñas      | Puntaje de reseñas      | Puntaje de reseñas      | Puntaje de reseñas      | Puntaje de reseñas      | Puntaje de reseñas      | Puntaje de reseñas      |
| Publicación             | Scores                  | Scores                  | Scores                  | Scores                  | Scores                  | Scores                  |
| Publicación             | Arcade                  | Amiga                   | ST                      | C64                     | PC Engine               | ZX                      |
| ----------------------- | ----------------------- | ----------------------- | ----------------------- | ----------------------- | ----------------------- | ----------------------- |
| ACE                     | [ 1 ]                   |                         |                         |                         |                         |                         |
| Commodore User          | 86%                     | 72%                     |                         |                         |                         |                         |
| Computer + Video Games  |                         | 84%                     |                         | 79%                     | 85%                     |                         |
| Raze                    |                         |                         |                         |                         | 89%                     |                         |
| Sinclair User           | 8/10                    |                         |                         |                         |                         |                         |
| Your Sinclair           | 94%                     |                         |                         |                         |                         | 80%                     |
| Zero                    | [ 10 ]                  | 81%                     | 79%                     |                         |                         |                         |
| Zzap!64                 | Positive                | 91%                     |                         | 93%                     |                         |                         |
| Premios                 |                         |                         |                         |                         |                         |                         |
| Publicación             | Premios                 | Premios                 | Premios                 | Premios                 | Premios                 | Premios                 |
| Crash                   | Coin-op of the month    | Coin-op of the month    | Coin-op of the month    | Coin-op of the month    | Coin-op of the month    | Coin-op of the month    |

En Japón, Game Machine incluyó a Special Criminal Investigation en su edición del 1 de diciembre de 1989 como la segunda unidad de arcade vertical de mayor éxito del mes. Se convirtió en el tercer juego de arcade dedicado más taquillero de Japón de 1990, por debajo de Super Monaco GP y Winning Run Suzuka GP. El juego de arcade también fue un gran éxito en Europa, particularmente en el Reino Unido, donde Taito envió 1.500 unidades en enero de 1990.